# Fenger
Fenger er en fra Nordtyskland stammende dansk slægt, hvis stamfader Peter Fenger fra Stralsund var fader til skipper Peter Fenger (1688-1737). Hans søn, Peter Fenger (1719-1774), kom til København, hvor han etablerede sig som groshandler efter at have fået sin uddannelse på etatsråd Wevers kontor, han var en tid i kompagni med hofagent Peter Borre, oprettede et sæbesyderi og blev en af Stadens 32 mænd. Hans hustru, en søster til legatstifteren Niels Brock, fødte ham en talrig børneflok, bl.a. sønnerne præsten Rasmus Fenger (1761-1825), fabrikant Johannes Fenger (1767-1829), kirurgen, konferensråd Christian Fenger (1773-1845), der som generaldirektør over kirurgien, første professor ved Kirurgisk Akademi, meddirektør ved Frederiks Hospital og kgl. Livkirurg kom til at spille en fremtrædende rolle, anset som praktisk operatør og dygtig lærer, og endelig til proprietær Frederik Fenger til Maegaard (1774-1857). Præsten Rasmus Fengers sønner, præsten Peter Andreas Fenger (1799-1878), præsten Johannes Ferdinand Fenger (1805-1861), lægen og politikeren, gehejmeetatsråd Carl Emil Fenger (1814-1884) og præsten Rasmus Theodor Fenger (1816-1889), har alle efterladt afkom. Johannes Ferdinand Fenger blev fader til komponisten Johanne Fenger (1836-1913).
Den ældste af disse fire brødre blev fader til arkitekten, professor Ludvig Peter Fenger (1833-1905), til den kundskabsrige og dygtige landøkonom, dyrlægen Rasmus Fenger (1835-1906) og til kommunelæge i København, professor Christian Fenger (1849-1935). Også de ovennævnte brødre fabrikant Johannes Fenger og proprietær Frederik Fenger har en talrig efterslægt. Den førstnævntes sønnesøns søn var forstanderen for Korinth Landbrugsskole Poul Hauch Fenger (1877-1964); Frederik Fengers søn, kammerråd Hans Frederik (Frits) Fenger (1816-1901), sidst ejer af Gottesgabe på Lolland, blev bl.a. fader til lægen, professor Christian Fenger (1840-1902), kommunelærerinde Augusta Fenger (1844-1931), kendt for fagligt, litterært og socialt arbejde, og til Holmens Provst, kongelig konfessionarius, dr.theol. Hans Mathias Fenger (1850-1930).

## Andre personer
- Søs Fenger
- Grethe Fenger Møller
- Malene Fenger-Grøndahl
- Niels Fenger, forfatter